# Vassilis Steriadis
Vassilis Steriadis (en grec, Βασίλης Στεριάδης) (Volos, 1947 - Atenes, 2003) va ser un poeta i crític grec. Ensenyava dret a la Universitat d'Atenes i italià a la Universitat per a Estrangers de Perusa, a Itàlia. Va treballar com a advocat fins al 2002.
A partir de 1969, va col·laborar amb moltes revistes literàries (Lotos, Hroniko, etc.), i del 1976 al 1984 va estar escrivint articles crítics i ressenyes de llibres per al diari Kathimeriní. Ell va encunyar el terme literari Genià tu 70, que es refereix a autors grecs que van començar a publicar la seva obra durant la dècada de 1970, especialment cap al final de la junta militar grega (1967-1974) i durant els primers anys de la Metapolítefsi.

## Obra

### Poesia
- Ο κ. Ιβο (Mr Ivo), 1970
- Το ιδιωτικό αεροπλάνο, 1971
- Ντικ ο χλομός, 1976
- Το χαμένο κολλιέ, 1983
- Ο προπονητής παίκτης, 1992
- Χριστούγεννα της Ισοπαλίας, 2002

### Prosa
- Η κατηγορία Α1, 1979